# Alberto Adrego Pinto
Alberto Adrego Pinto (Porto, 23 de Fevereiro de 1964) é um matemático português.
É Professor Catedrático no Departamento de Matemática da Faculdade de Ciências da Universidade do Porto, e editor-chefe da revista Journal of Dynamics and Games, publicada pela American Institute of Mathematical Sciences (AIMS).  É desde 2011, presidente do Centro Internacional de Matemática cujo objetivo consiste em melhorar a qualidade e quantidade de pesquisa nas Ciências Matemáticas em Portugal e Vice-Diretor do Laboratório de Inteligência Artificial e Apoio à Decisão (LIAAD). Alberto foi coordenador executivo (2009-2010) do Concelho Científico das Ciências Exatas e Engenharia na Fundação para a Ciência e Tecnologia (FCT). Ele foi membro do comité Prodyn na Fundação para a Ciência Europeia (ESF) (1999-2001). Alberto Pinto publicou mais de 100 artigos científicos, incluindo um artigo no Annals of Mathematics. Alberto Pinto, em conjunto com o David Rand e Flávio Ferreira, foram autores do monógrafo da Springer em matemática “Fine Structures of Hyperbolic Diffeomorphisms”. Alberto Pinto, com Maurício Peixoto e David Rand, iniciaram a nova série da Springer, Proceedings in Mathematics  Dynamics and Games I e II.

## Educação
Alberto A. Pinto foi aluno de Matemática Aplicada na Universidade do Porto (1986). Fez o seu Mestrado com distinção (1989) e o seu Doutoramento (1991) em Matemática na Universidade de Warwick (UK). Teve Agregação em Matemática Aplicada (2002), por voto unânime, na Universidade do Porto.

## Carreira
Ele é Professor Catedrático na Universidade do Porto desde 2002.  Antes disso, foi membro do comité Prodyn na Fundação para a Ciência Europeia (ESF) de 1999 to 2001.

## Pesquisa
Alberto A. Pinto publicou um monógrafo na Springer com o título “Structures of Hyperbolic Diffeomorphisms”, em conjunto com David Rand e Flávio Ferreira (2010).
Alberto Pinto, com Maurício Peixoto e David Rand, iniciou a nova série da Springer Proceedings in Mathematics com a edeição dos livros Dynamics, Games and Science I e II.
Durante o período 2015-2018, Alberto Adrego Pinto será Pesquisador Especial Visitante do CNPq (PEV-CNPq) no instituto de Matemática Pura e Aplicada (IMPA), Rio de Janeiro, Brasil

## Livros publicados
- Duopoly Models and Uncertainty.Interdisciplinary Applied Mathematics series. Springer-Verlag.[6]
- Fine Structures of Hyperbolic Diffeomorphisms (Juntamente com  David Rand e Flávio Ferreira). Springer Monographs in Mathematics. Springer-Verlag (2010). Interdisciplinary Applied Mathematics series. Springer-Verlag.[7]

## Centro Internacional de Matemática
CIM significa Centro Internacional de Matemática. CIM é uma associação privada sem fins-lucrativos cujo objetivo é promover e desenvolver a pesquisa da Matemática. Atualmente, o CIM tem 41 associados, incluindo 13 Universidades Portuguesas, a Universidade de Macau, 23 centros de investigação e institutos, a Sociedade Portuguesa de Matemática (SPM), a Associação Portuguesa de Investigação Operacional (APDIO), a Sociedade Portuguesa de Estatística (SPE) e a Associação Portuguesa de Mecânica Teórica e Computacional (APMTAC).
O CIM foi formado em 3 de dezembro de 1993 e foi lançado como um projeto nacional que visava envolver todos os matemáticos Portugueses. Nos anos passados, o CIM organizou vários encontros de matemática e muitas conferências interdisciplinares. Como resultado disso, o CIM tornou-se um importante fórum nacional e internacional para a cooperação entre matemáticos e outros cientistas. O CIM é também um local privilegiado para a troca de informação entre investigadores e cientistas Portugueses, assim como de países de língua portuguesa.

## Prémios
- Medalha de Honra 2007 (Cidade de Espinho)[2]
- Prémio Augusto Martins[2]
- Olimpíadas Portuguesas de Matemática (1981) (um dos seis vencedores)[2].